# Giuseppe Danese
Giuseppe Danese (Vicenza, ... – ...; fl. XX secolo) è stato un calciatore italiano, di ruolo attaccante.

## Carriera
Inizia a giocare nel Vicenza nel Campionato Veneto del 1910. Fa il suo esordio in massima serie il 5 febbraio 1911 in una partita per 2-0 in casa contro l'Hellas Verona; nella stessa partita segna anche il suo primo gol in carriera. Successivamente gioca anche le rimanenti partite di campionato, per un totale di 5 reti in 5 presenze.
Dopo aver vinto il girone veneto, il Vicenza si trova ad affrontare in una sfida valevole per il titolo nazionale la Pro Vercelli, ma lui non scende in campo né all'andata né al ritorno.